# Distretto di Nishimuro
Il distretto di Nishimuro (西牟婁郡, Nishimuro-gun?) è uno dei distretti della prefettura di Wakayama, in Giappone.
Attualmente fanno parte del distretto i comuni di Kamitonda, Shirahama e Susami.
| Controllo di autorità | VIAF (EN) 255108253 · NDL (EN, JA) 00392602 |